# Karl Goetz
Pour les articles homonymes, voir Goetz.
Karl Xaver Goetz (Augsbourg, 1875 — Munich, 1950) était un médailleur allemand.
Quoique les œuvres de sa première période parisienne, de facture Art nouveau, soient celles présentant le plus grand intérêt artistique, Karl Goetz reste aujourd’hui connu avant tout comme le créateur, pendant la Première Guerre mondiale, de la dénommée série satirique. En 1920 la médaille l'Outrage noir, d’un caractère ouvertement raciste, et de la médaille Lusitania (1915), qui servit d’outil de propagande tant pour l’Allemagne que pour les alliés.

## Biographie
Natif d’Augsbourg, Karl Goetz se forma d’abord dans sa ville natale, sous la direction de Johannes Dominal, puis, jusqu’en 1897, à Dresde, Leipzig, Berlin et Düsseldorf. Après deux années passées aux Pays-Bas, il séjourna durant cinq ans à Paris, pour ensuite s’établir à Munich, où il demeurera jusqu’à sa mort en 1950. Goetz était membre de la Société munichoise des artistes (Münchener Künstlergenossenschaft) et de l’Association numismatique (Numismatische Vereinigung). De son mariage avec Margarete Stangl, contracté en avril 1912, naîtront ses trois enfants Guido (futur sculpteur), Brunhilde et Gertrud.

## Œuvre

### Premières créations
Tout au long de ses quatre décennies d’activité créative, Goetz façonna un total de 633 médailles, dont plusieurs bénéficièrent de hauts tirages. Ses œuvres de jeunesse, datant de l’avant-guerre à Paris, empruntaient souvent au style de l’Art nouveau français, et consistaient surtout en portraits de personnages de la bourgeoisie, tels que médecins, industriels ou personnalités ecclésiastiques. Si l’on s’accorde généralement à considérer ces médailles de la première période de Goetz comme celles possédant la plus grande valeur artistique, elles tendent aujourd’hui à être éclipsées par ses créations (propagandistes) ultérieures. Dans ses premières années munichoises, Goetz vint notamment à collaborer avec le sculpteur et médailleur expressionniste Ludwig Gies.

### Les «médailles satiriques»
Pendant la Première Guerre mondiale, Goetz mit ses talents de plus en plus au service de la propagande de guerre. De 1913 à 1923, il imagina une série de 82 médailles, qui compte quelques-unes de ses créations les plus célèbres et qu’il est d’usage de désigner par les médailles satiriques. Catégorisées comme expressionnistes, ces médailles servaient chacune de support piquant à la diffusion d’un message politique, leur éventail s’étendant d’une glorification appuyée de divers accomplissements de l’Allemagne, jusqu’à des déformations caricaturales les plus outrancières. Certaines de ses médailles présentent un caractère expressément raciste; ainsi, cette pièce intitulée la Garde sur le Rhin (Die Wacht am Rhein, 1920), mieux connue comme laOutrage noir (Die schwarze Schande), selon l’inscription qu’elle porte en exergue, montre sur l’une de ses faces une femme blanche ligotée à une colonne, coiffé d’un casque à cocarde de l’armée française, et sur l’autre la tête grotesquement caricaturée d’un soldat africain ; en l’espèce, le message de propagande visait à épingler les bataillons africains engagés par l’armée française dans l’occupation de la Rhénanie, pour Goetz cette médaille dénonçait les maltraitances et les viols commis envers la population civile par les troupes coloniales françaises et les maladresses de leurs chefs. 
Une oeuvre parmi les plus connues de Goetz est la médaille du Lusitania, laquelle représentante l’envoi par le fond du paquebot RMS Lusitania par des sous-marins allemands le 7 mai 1915. Goetz cependant frappa par inadvertance la date du 5 mai 1915 comme date du torpillage. À l’origine, la frappe était du reste une initiative purement privée de Goetz ; elle ne vit le jour qu’en 1916 et eut tout d’abord un tirage de quelques centaines de pièces seulement. Cependant, après qu’un exemplaire en fut découvert par le ministère britannique des Affaires extérieures et qu’une reproduction publiée dans le New York Times eut provoqué une grande commotion, le gouvernement britannique décida d’exploiter la médaille à des fins de contre-propagande. Sur la foi de la date anticipée, le torpillage du vaisseau civil, lors duquel périrent près de 1 200 personnes, devait alors être présenté comme une attaque préméditée. Il fut donc procédé à un tirage supplémentaire de la médaille de 300 000 pièces, tirage que trahit la graphie anglaise May utilisée pour le mois de mai (au lieu de Mai en allemand). Du côté allemand, l’on entreprit bientôt de produire, à partir d’une version rectifiée, dotée cette fois de la date correcte, un nouveau tirage de la médaille,. La médaille au Lusitania fait partie aujourd’hui de la collection de nombreux musées dans le monde, notamment le Imperial War Museum, le National Maritime Museum ou l’Australian War Memorial. Dans la même série satirique de Goetz figure également la médaille aux souricières, visant les Quatorze Points et la personne du président américain Woodrow Wilson.
Au lendemain de la défaite allemande, les créations de Goetz comportaient parfois des motifs critiques envers son propre pays. Une médaille satirique de 1919, montrant sur l’avers l’empereur Guillaume II et sur le revers un invalide de guerre avec à ses côtés une épouse affligée et des enfants en pleurs, porte en inscription, scindée en deux sur les deux faces de la médaille, cette déclaration de Guillaume II : « Je vous conduis – (avers) vers des temps radieux ! (revers) ».
Sous la république de Weimar, Goetz conçut une médaille sur laquelle le putsch d’Adolf Hitler est figuré d’une manière satirique et dévalorisante. Les putschistes, arborant le drapeau à croix gammée, y sont en effet représentés comme des nains dansants, faisant sottement le jeu des sociaux-démocrates. Pour le reste, il ne sera plus guère question, dans les travaux ultérieurs de Goetz, d’une attitude critique vis-à-vis des nazis.

### Maturité

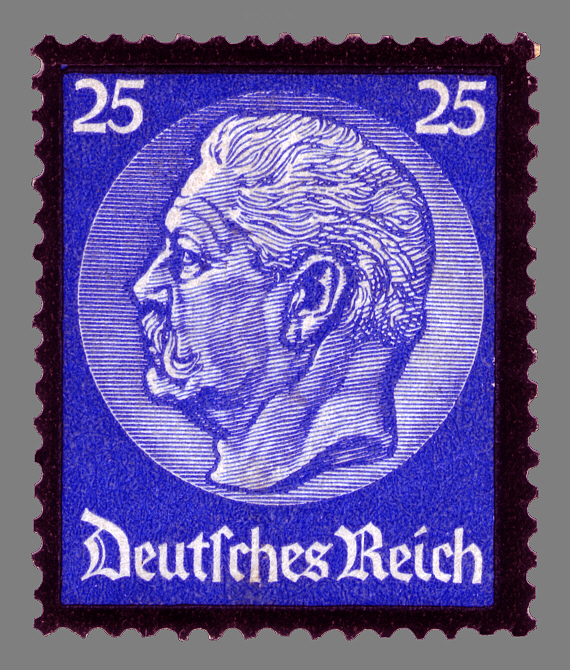
Paul von Hindenburg.

Par la suite, Goetz renoncera à sa manière expressionniste pour se conformer aux préceptes de l’art national-socialiste officiel et créer dorénavant des médailles dans le style néo-classique.
De nombreuses médailles virent le jour portraiturant des hommes politiques comme Adolf Hitler, Paul von Hindenburg ou Franz von Papen, et d’illustres militaires comme l’aviateur Manfred von Richthofen, ainsi que des médailles commémorant de grands événements de la guerre, comme p.ex. la bataille de Crète.
Le fils de Karl, le sculpteur Guido Goetz (1912 - 1992), eut également une activité de médailleur. Après la Deuxième Guerre mondiale, il créa dans le style de son père, et en partie sous sa directive, des médailles commémoratives se rapportant à des événements de l’après-guerre, notamment à l’occasion du pont aérien de Berlin, de la réforme monétaire de 1948, et de la fondation de l’OTAN.